# Puertoriconattskärra
Puertoriconattskärra (Antrostomus noctitherus) är en starkt utrotningshotad fågel i familjen nattskärror.

## Utseende och läte
Puertoriconattskärran är en 22 cm lång nattskärra fläckad i grått, brunt och svart. Hos hanen är strupen svart inramat av en vit bård. Vitt syns även på de yttre stjärtpennorna. Honan är istället beigefärgad på strupe och yttre stjärtpennor. Karolinanattskärran som förekommer på ön vintertid är större och mer rödbrun med mindre vitt i stjärten, medan karibfalknattskärran har en tydlig, vit vingfläck. Lätet beskrivs i engelsk litteratur som en serie emfatiska visslingar, "whip whip whip...", vanligen med två till 15 toner. Hanar har dock hörts sjunga i flera minuter med upp till 160 toner.

## Utbredning och systematik
Fågeln förekommer i torra låglänta skogar på sydvästra Puerto Rico. Arten placerades tidigare i Caprimulgus men genetiska studier visar att den står närmare Phalaenoptilus och Nyctiphrynus.

## Status

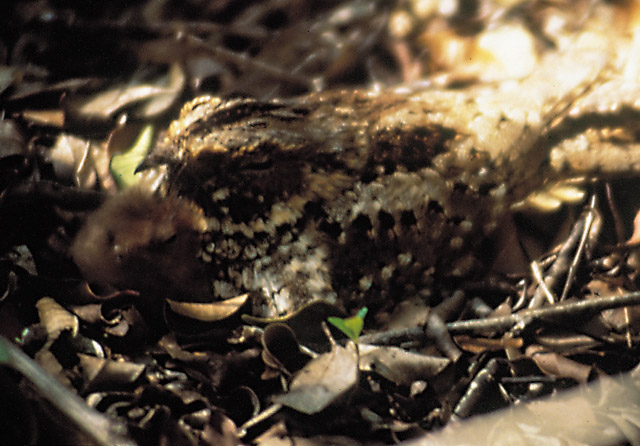
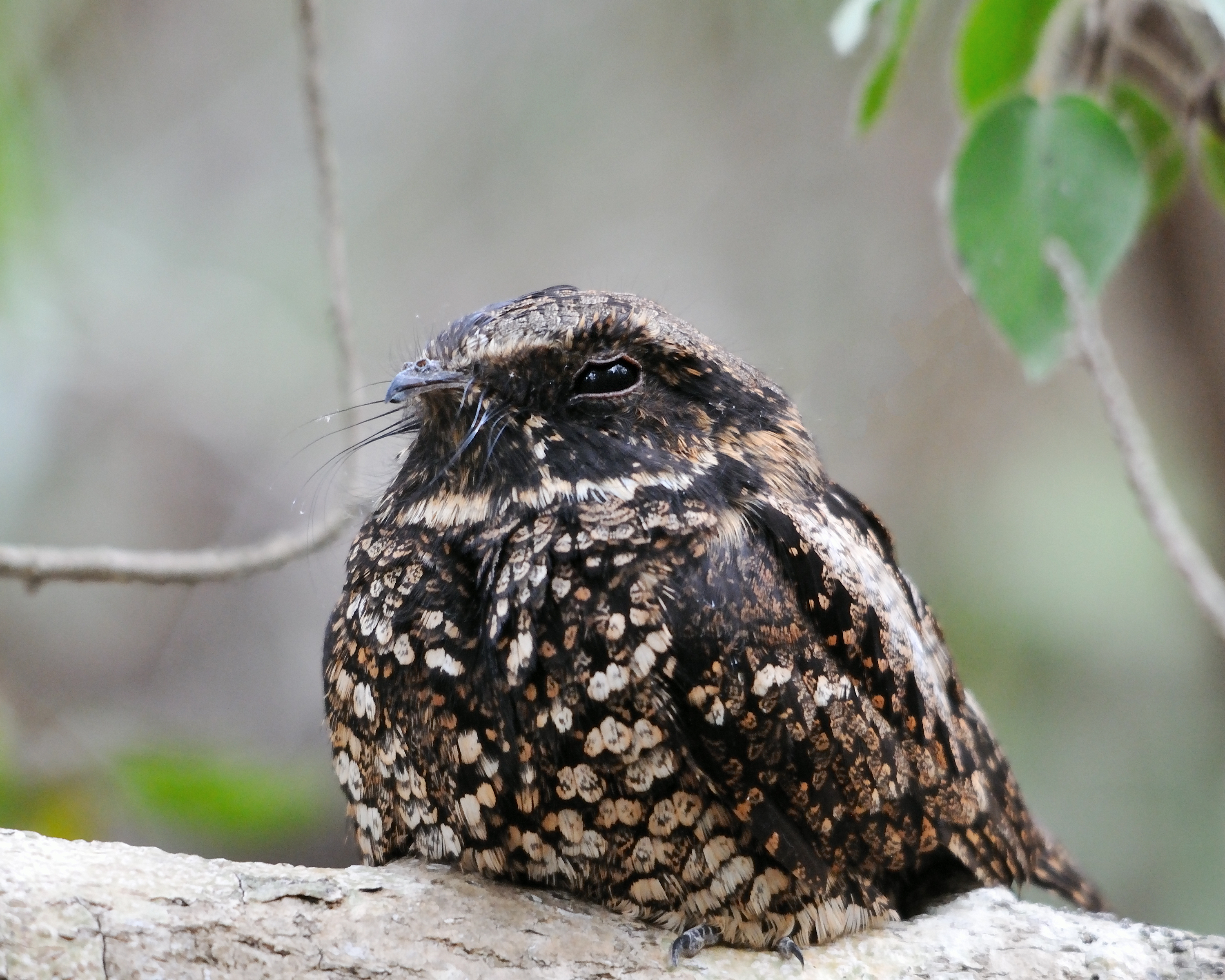

Puertoriconattskärra är en fåtalig art med ett uppskattat bestånd på under 10 000 vuxna individer. Den tros dessutom minska i antal. I sentid har orkaner orsakat stor förödelse i skogar i Puerto Rico, dock ej ännu inom artens utbredningsområde. Internationella naturvårdsunionen IUCN kategoriserar den som sårbar.